# A Ten Minute Egg
A Ten Minute Egg est un film muet américain réalisé par Leo McCarey et sorti en 1924.

## Synopsis
Jimmy Jump imprime des cartes de visite qui le décrivent comme un videur, ce qui intimide tout le monde jusqu'à ce qu'il soit à court de cartes...

## Fiche technique
- Réalisation : Leo McCarey
- Production : Hal Roach
- Durée : 15 minutes
- Dates de sortie : 
  - États-Unis : 20 juillet 1924

## Distribution
- Charley Chase : Jimmy Jump
- Ena Gregory
- Noah Young
- Jack Gavin
- Joseph Forte
- Emma Tansey
- Martha Sleeper : Mrs. Dugan
- Bill Brokaw : le réceptionniste de l'hôtel
- Sammy Brooks
- Richard Daniels
- Charlie Hall
- Bynunsky Hyman
- Leo Willis